# Cephalomappa
Cephalomappa é um género botânico pertencente à família Euphorbiaceae.
Plantas nativas da China e Malesia.

## Sinonímia
- Muricococcum Chun & F.C.How

## Espécies
| - Cephalomappa beccariana - Cephalomappa lepidotula - Cephalomappa malloticarpa | - Cephalomappa paludicola - Cephalomappa penangensis - Cephalomappa sinensis |

## Nome e referências
Cephalomappa Baill.